# Monte Bove (Chile)
Monte Bove é uma montanha da Cordilheira Darwin no sul dos Andes na região de Magalhães e Antártica Chilena a 2279 metros de altitude.